# Gilles de Gourmont
Gilles de Gourmont (en latin Egidius Gormontius) est un imprimeur et libraire actif à Paris entre 1499 et 1533.

## Éléments biographiques
Gilles de Gourmont est le frère de Robert de Gourmont et de Jean de Gourmont. Tous trois sont originaires de Saint-Germain-de-Varreville dans le Cotentin. Bien que les trois frères Gourmont aient exercé séparément, il leur est arrivé de collaborer ; ainsi trouve-t-on dans certaines de leurs éditions la mention apud Gormontios, chez les Gourmont.
Gilles de Gourmont est notamment connu pour son rôle de pionnier de l'impression en écritures orientales. Il est le premier à faire imprimer à Paris des volumes intégralement en grec, en 1507 et 1508. C'est également lui qui publie la première grammaire hébraïque parisienne ; dans cet ouvrage, lui-même se dit primus graecarum et hebraerarum litterarum Parrhisiis impressor (premier imprimeur de lettres grecques et hébraïques à Paris). 
L'atelier de Gilles de Gourmont se situe initialement rue Saint-Jean-de-Latran, en face du Collège de Cambrai ; à partir de 1518, il se trouve rue Saint-Jacques, à l'enseigne des Trois-Couronnes d'argent. Cette enseigne est reprise sur sa marque d'imprimeur. Après sa mort en 1533, son atelier parisien est repris par Jérôme de Gourmont, qui est sans doute son fils. Il eut également une succursale à Louvain

## Quelques livres édités par Gilles de Gourmont
- 1507 : Alphabetum graecum ;
- 1508 : Grammatica Hebraica succincte tradita ;
- 1511 : L'Éloge de la Folie d'Érasme ;
- 1517 : L'Utopie de Thomas More ;
- v. 1520 : Liber beati Job, quem nuper hebraice veritati restituit A. Justinianus Nebiensis episcopus, quinque linguarum interpres.